# Irene Masdeu i Torruella
Irene Masdeu i Torruella   (Barcelona, 1979) és antropòloga i doctora en Estudis Interculturals per la Universitat Autònoma de Barcelona (UAB) amb una tesi sobre mobilitat, retorn i vincles transnacionals en el context de la migració xinesa a l'Estat espanyol.
Ha estat investigadora postdoctoral per la Chiang Ching-kuo Foundation for International Scholarly Exchange (2016–2017). Actualment imparteix docència al Departament de Traducció, d'Interpretació i d'Estudis de l'Àsia Oriental de la UAB i desenvolupa la seva recerca al grup d'investigació Interasia i al Centre d'Estudis i Recerca sobre Àsia Oriental de la UAB.